# 乌里扬尼夫卡 (博霍杜希夫区)
50°14′1″N 35°18′51″E / 50.23361°N 35.31417°E
乌里扬尼夫卡（羅馬化：Ulianivka）是位於烏克蘭東部的鄉村居民點，由哈爾科夫州博霍杜希夫區的博霍杜希夫市鎮負責管轄。該鄉始建於1933年，面積0.52平方公里，海拔高度173米，2001年人口682。